# Vilmoš Zavarko
Vilmoš Zavarko (* 14. März 1988 in Bečej, Serbien) ist ein serbischer Kegelsportler. Er spielt in der serbischen Nationalmannschaft und seit 2019 für den italienischen Kegelverein KK Neumarkt – Imperial Life. 
Vilmoš Zavarko kegelte als erster Spieler bei einer Weltmeisterschaft mehr als 700 Kegel und gilt aktuell als der beste Classic-Kegler der Welt. Er ist mehrfacher Weltmeister (22 Titel), Champions-League-Sieger, Gewinner von Spitzenturnieren und der Halter von vielen Bahnrekorden im 120-Wurfsystem. Er führt außerdem die NBC-Weltrangliste und die NBC-Grand-Prix-Rangliste an.

## Erfolge und Titel
- U18-Weltmeister Tandem: 2006
- U18-Weltmeister Kombination: 2006
- U23-Mannschafts-Weltmeister: 2010
- U23-Vize-Mannschafts-Weltmeister: 2008
- Dritter bei der U23-Mannschafts-Weltmeisterschaft: 2005
- U23-Weltmeister Tandem: 2010
- U23-Weltmeister Paar: 2005, 2008
- U23-Weltmeister Kombination: 2005, 2008
- U23-Einzel-Weltmeister: 2008
- U23-Gewinner des Einzel-Weltcups: 2009
- Gewinner des Einzel-Weltcups: 2017, 2019
- Zweiter des Einzel-Weltcups: 2011, 2015
- Mannschafts-Weltmeister: 2009, 2011, 2015, 2017, 2019
- Einzel-Weltmeister: 2010, 2016, 2018
- Weltmeister Kombination: 2010, 2012, 2018
- Weltmeister Tandem-Mix: 2008
- Weltmeister Sprint: 2016, 2018
- Vize-Weltmeister Sprint: 2008, 2010
- Vize-Weltmeister Kombination: 2008, 2016
- Dritter bei der Einzel-Weltmeisterschaft: 2012
- Dritter bei der Mannschafts-Weltmeisterschaft: 2013, 2023
- Dritter bei der Sprint-Weltmeisterschaft: 2012, 2014
- Dritter bei der Weltmeisterschaft in der Kombination: 2014